# Møldrup Kommune
| Strukturdaten       | Strukturdaten  |
| ------------------- | -------------- |
| Sitz der Verwaltung | Møldrup        |
| Fläche              | 212,01 km²     |
| Einwohner           | 7.689 (2006)   |
| Kommune seit 2007   | Viborg Kommune |

Møldrup Kommune war bis Dezember 2006 eine dänische Kommune im damaligen Viborg Amt in Jütland. Seit Januar 2007 ist sie zusammen mit der “alten” Viborg Kommune, der Bjerringbro Kommune, der Fjends Kommune, der Karup Kommune, der Tjele Kommune und dem Schuldistrikt Hvam der Aalestrup Kommune Teil der neuen Viborg Kommune.
Møldrup Kommune entstand im Zuge der dänischen Verwaltungsreform von 1970 und umfasste folgende Sogn:
- Hersom Sogn
- Klejtrup Sogn
- Lynderup Sogn
- Låstrup Sogn
- Roum Sogn
- Skals Sogn
- Ulbjerg Sogn
- Vester Bjerregrav Sogn
- Vester Tostrup Sogn